# Schuimgetal
Het schuimgetal is het aantal milliliter zeep dat wordt gebruikt om water goed en mooi te laten schuimen. Het getal is hoger bij hard water en lager bij zacht water.

## Uitleg
Zepen zijn zouten die meestal stearaat-ionen en natrium- of kaliumionen bevatten. Stearaat-ionen zijn organische ionen (koolwaterstoffen) met een groot aantal koolstofatomen: C17H35COO−. In water met kalk (zoals kraanwater) waar zeep aan wordt toegevoegd, reageert stearaat als volgt met calcium:
{\displaystyle {\ce {Ca^{2+}(aq) + 2 C17H35COO- (aq) -> Ca(C17H35COO)2 (s)}}}
Deze chemische reactie geldt evengoed voor magnesiumionen (Mg2+). Water met veel calcium- of magnesiumionen vermindert dus de werking van zeep door bovengenoemde reactie. Daarom is er meer zeep nodig naarmate het water harder is.